# Liste des épisodes de La Cour de récré
Cet article recense la liste des épisodes de la série d'animation américaine La Cour de récré.

## Première saison (1997-1998)
| No. de série | Titre français                                         | Date originale de diffusion |
| --- | ------------------------------------------------------ | --------------------------- |
| 1 | L'esprit de solidarité/Le nouveau                      | 13 septembre 1997           |
| - L'esprit de solidarité : TJ se retrouve puni et n'a pas la possibilité d'aller en récréation. - Le nouveau : Gus Griswald est un nouvel élève mais il est alors ostracisé.                                |                                                        |                             |
| 2 | L'expérience/L'union fait la force                     | 20 septembre 1997           |
| - L'expérience : TJ et Spinelli doivent s'embrasser devant tout le monde. - L'union fait la force : L'école refuse qu'une cage à poule soit démolie.                                                        |                                                        |                             |
| 3 | Le gage/ Le rêve de Mikey                              | 27 septembre 1997           |
| - Le gage : Gus est victime d'un gage. - Le rêve de Mikey : Mikey rêve du jour où il sera ranger. |                                                        |                             |
| 4 | Le clan des Ashley/Miss Finster s'enflamme             | 4 octobre 1997              |
| - Le clan des Ashley : Spinelli doit rejoindre le clan des Ashley. - Miss Finster s'enflamme : Finster tombe amoureuse de Hank, le gardien de l'école.                                                      |                                                        |                             |
| 5 | Le roi Gus/Mon grand frère Chad                        | 11 octobre 1997             |
| - Le roi Gus : Gus devient roi par intérim. - Mon grand frère Chad : Vince réalise que malgré son côté nerd, son grand frère Chad peut être cool.                                                           |                                                        |                             |
| 6 | Gretchen la surdouée/Adieu, Speedy                     | 18 octobre 1997             |
| - Gretchen la surdouée : Gretchen va peut-être quitter l'école. - Adieu, Speedy :L'école organise un memorial en l'honneur de Speedy, le hamster de la classe.                                              |                                                        |                             |
| 7 | Je ne toucherai plus au ballon/Le porte malheur        | 30 octobre 1996             |
| - Je ne toucherai plus au ballon : Vince perd confiance en lui après une épreuve de sport ratée. - Le porte malheur Un enfant particulièrement malchanceux colle les élèves.                                |                                                        |                             |
| 8 | Le casse-pieds/TJ pris au piège                        | 1er novembre 1997           |
| - Le casse-pieds : Un élève plutôt pénible harcèle Gretchen. - TJ pris au piège : TJ se retrouve capturé par des maternelles et peu à peu, devient comme eux.                                               |                                                        |                             |
| 9 | La punition de TJ/L'accusation                         | 11 novembre 1996            |
| - La punition de TJ : TJ est puni et doit tester une boîte, un carré blanc qui l'isole de tous. - L'accusation : Randall accuse Spinelli de l'avoir frappé.                                                 |                                                        |                             |
| 10 | La salle des professeurs/Randall s'achète une conduite | 15 novembre 1997            |
| - La salle des professeurs :Les enfants meurent d'envie à l'idée de savoir à quoi ressemble la salle des professeurs. - Randall s'achète une conduite : Randall souhaite abandonner son rôle de rapporteur. |                                                        |                             |
| 11 | Jours de pluie/Opération Thanksgiving                  | 22 novembre 1997            |
| - 'Jours de pluie' : Les élèves se retrouvent coincés à l'intérieur à cause de la pluie. - 'Opération Thanksgiving' : Une collecte a lieu pour Thanksgiving.                                                |                                                        |                             |
| 12 | La récréation en question/Le professeur de musique     | 10 janvier 1998             |
| - La récréation en question : Une sociologue veut enquêter sur la cour de récré. - Le professeur de musique : Mikey tombe amoureux d'une nouvelle professeur de chant.                                      |                                                        |                             |
| 13 | La fête de l'école/De l'autre côté de la lumière       | 17 janvier 1998             |
| - La fête de l'école : Spinelli a honte de ses parents lors de la fête de l'école. - De l'autre côté de la lumière : Spinelli créé une religion après avoir cru voir la Casse-Cou disparaître.              |                                                        |                             |

## Deuxième saison (1998-1999)
| No. de série | Titre français                                      | Date originale de diffusion |
| --- | --------------------------------------------------- | --------------------------- |
| 1 | La rupture/Hypnotiseur                              | 12 septembre 1998           |
| - La rupture : TJ doit faire une rédaction sur son meilleur ami mais il ne sait qui choisir. - Hypnotiseur : Le principal Prickly est accidentellement hypnotisé et pense qu'il a six ans.                                                                                          |                                                     |                             |
| 2 | La risée de l'école/L'expulsion d'Ashley            | 19 septembre 1998           |
| - La risée de l'école : Spinelli appelle accidentellement Miss Grotke "Maman". - L'expulsion d'Ashley : Ashley A se fait rejeter de son groupe et devient amie avec Gretchen. |                                                     |                             |
| 3 | Le jeu/Opération Balle Perdue                       | 26 septembre 1998           |
| - Le jeu : TJ est le seul à résister à un jeu stratégique. - Opération Balle Perdue : Gus envoie une balle dans le jardin voisin. |                                                     |                             |
| 4 | Le dernier combat de Gus/Sauvez Winnie              | 3 octobre 1998              |
| - Le dernier combat de Gus : Gus devient la cible d'une brute. - Sauvez Winnie : Le bus scolaire tombe en panne au milieu du désert. |                                                     |                             |
| 5 | Un match à l'amiable/Petite terreur cherche tuteur  | 10 octobre 1998             |
| - Un match à l'amiable : Le frère du principal Prickly le défie à un match contre ses élèves, lesquels ressemblent beaucoup à ceux de l'école. - Petite terreur cherche tuteur : Les élèves de CM1 sont chargés de chaperonner les maternelles, mais TJ a du mal avec son disciple. |                                                     |                             |
| 6 | Monsieur Z/Gretchen devient sportive                | 31 octobre 1998             |
| - Monsieur Z : Un nouveau professeur remplace Miss Grotke. TJ est le seul à le détester. - Gretchen devient sportive :Gretchen s'initie au yoyo. |                                                     |                             |
| 7 | Série noire pour fille en bleu/Copie conforme       | 31 octobre 1998             |
| - Série noire pour fille en bleu : Gretchen décide d'enquêter pour savoir qui lui a volé son ordinateur. - Copie conforme Vince sauve la vie de Mikey qui décide de se comporter comme lui.                                                                                         |                                                     |                             |
| 8 | Bob le pharaon/Opération Stuart                     | 14 novembre 1998            |
| - Bob le pharaon : Bob croit que personne ne se souviendra de lui. - Opération Stuart : Le groupe se bat pour sauver un chat. |                                                     |                             |
| 9 | Week-end chez Muriel/L'histoire des flomps          | 21 novembre 1998            |
| - Un week-end chez Muriel : Spinelli doit passer tout un week-end avec Miss Finster. - L'histoire des flops : L'origine d'une insulte est examinée. |                                                     |                             |
| 10 | Tu es le rêve américain/Et le rêve devint cauchemar | 12 décembre 1998            |
| - Tu es le rêve américain :Après une semaine d'absence, TJ revient à l'école et découvre qu'un nouveau système de monnaie s'est établi. - Et le rêve devint cauchemar : TJ et son groupe sont les seuls élèves de l'école à être épargnés d'une intoxication alimentaire.           |                                                     |                             |
| 11 | Croyez-vous encore au Père-Noël ?                   | 26 décembre 1998            |
| - 'Croyez-vous encore au Père-Noël ?' : Mikey est le seul à croire encore au Père-Noël |                                                     |                             |
| 12 | Ça va décoiffer/Leçons de danse                     | 16 janvier 1999             |
| - Ça va décoiffer : TJ et Vince s'improvisent coiffeurs. - Leçons de danse : Mikey et Spinelli prennent des cours de danse. |                                                     |                             |
| 13 | Proviseur pour un jour/Le concours de beauté        | 27 février 1999             |
| - Proviseur pour un jour : TJ devient proviseur pour une journée. - Le concours de beauté : Spinelli participe à un concours de beauté. |                                                     |                             |

## Troisième saison (1999-2000)
| No. de série | Titre français                                       | Date originale de diffusion |
| --- | ---------------------------------------------------- | --------------------------- |
| 1 | La photo de classe/Un espion parmi nous              | 11 septembre 1999           |
| - La photo de classe : C'est un grand jour pour Gus. Il va pour la première fois figurer sur une photo de classe. - Un espion parmi nous : Un espion infiltre l'école.                                                          |                                                      |                             |
| 2 | El Diablo/La journée d'orientation                   | 18 septembre 1999           |
| - El Diablo : Gus voit son passé de joueur de ballon prisonnier resurgir. - La journée d'orientation : Spinelli ne sait pas quoi faire quand elle sera grande et commence à cauchemarder.                                       |                                                      |                             |
| 3 | La course des maternelles/Le pari                    | 25 septembre 1999           |
| - La course des maternelles : Mikey devient l'entraîneur d'un maternelle. - Le pari : Vince parie qu'il peut passer une journée sans gagner.                                                                                    |                                                      |                             |
| 4 | Un ticket pour la lune/Randall se donne en spectacle | 2 octobre 1999              |
| - Un ticket pour la lune : Gretchen va pouvoir visiter l'espace. - Randall se donne en spectacle : Randall se moque de Mikey devant tout le monde.                                                                              |                                                      |                             |
| 5 | TJ héros malgré lui/Le seigneur des idiots           | 9 octobre 1999              |
| - TJ héros malgré lui : TJ arrive à l'école avec un œil au beurre noir et tout le monde pense qu'il s'est battu. - Le seigneur des idiots : TJ se casse la clavicule et doit passer toute la récréation avec les visages pâles. |                                                      |                             |
| 6 | Le coup de foudre/Drôle de Saint Valentin            | 13 novembre 1999            |
| - Le coup de foudre : Spinelli tombe amoureuse d'un CM2. - Drôle de Saint Valentin :TJ déteste la Saint Valentin et élabore une farce visant toutes les filles.                                                                 |                                                      |                             |
| 7 | TJ et Vince mènent l'enquête/La chasse au trésor     | 15 janvier 2000             |
| - TJ et Vince mènent l'enquête : TJ et Vince s'improvisent détectives. - La Chasse au trésor Les enfants se lancent dans une chasse au trésor.                                                                                  |                                                      |                             |
| 8 | Le rat de bibliothèque/Le jeu du classement          | 14 novembre 1998            |
| - Le rat de bibliothèque : Les enfants aident une jeune fille timide à s'extérioriser. - Le jeu du classement : Les Ashleys organisent un jeu de classement au cours duquel les statuts sociaux des enfants s'effondrent.       |                                                      |                             |

## Quatrième saison (1999-2000)
| No. de série | Titre français                                          | Date originale de diffusion |
| --- | ------------------------------------------------------- | --------------------------- |
| 1 | Réponses pour un champion/Les 400 coups de TJ           | 12 septembre 1999           |
| - Réponses pour un champion : TJ et le principal Prickly s'affrontent pour savoir qui a le plus de connaissances en matière de bande dessinée. - Les 400 coups de TJ : TJ affronte le roi Bob dans une compétition de farces. |                                                         |                             |
| 2 | Les affaires sont les affaires/Un génie parmi nous      | 13 septembre 1999           |
| - Les affaires sont les affaires : Gus devient l'apprenti de l'arnaqueur. - Un génie parmi nous : Le groupe découvre qu'Hank, le gardien de l'école, est un génie.                                                            |                                                         |                             |
| 3 | La prédiction/Mikey la terreur                          | 19 septembre 1998           |
| - La prédiction : Gus est persuadé qu'il va se faire tuer. - Mikey la terreur : Une rumeur circule à propos de Mikey. |                                                         |                             |
| 4 | Programme anti-récré/Rapporteur toi-même                | 22 septembre 1999           |
| - Programme anti-récré : Des membres du gouvernement veulent annuler la récréation. - Rapporteur toi-même : Gus est le seul témoin d'une bataille de nourriture qui a commencé à la cafétéria.                                |                                                         |                             |
| 5 | La revanche du roi Bob/Gus dans le vent                 | 26 septembre 1999           |
| - La revanche du roi Bob : Le roi Bob souhaite se venger de TJ. - Gus dans le vent : Gus perd ses lunettes et décide de se faire appeler James.                                                                               |                                                         |                             |
| 6 | Au revoir, Monsieur le principal/Les amis de Randall    | 3 octobre 1999              |
| - Au revoir, Monsieur le principal : Prickly s'apprête à être muté. Son remplaçant a la réputation d'être le plus sévère principal du quartier. - Les amis de Randall :Randall dit avoir des amis pour recevoir des cadeaux.  |                                                         |                             |
| 7 | La grosse bêtise/La loi selon Mortimer.                 | 7 novembre 1999             |
| - La grosse bêtise : Le groupe détruit accidentellement une statue. - La loi selon Mortimer La loi de Mortimer est réinstaurée quand Vince et Lawson n'arrivent pas à se mettre d'accord.                                     |                                                         |                             |
| 8 | Pour une poignée de bonbons/Le concours d'inventions    | 8 novembre 1999             |
| - Pour une poignée de bonbons : Poussé par les mauvais élèves, Gus s'apprête à voler des bonbons. - Le concours d'inventions : Il semblerait que Gretchen ait une fan.                                                        |                                                         |                             |
| 9 | Un pantalon sur mesure/Dur d'être parfait               | 14 novembre 1999            |
| - Un pantalon sur mesure : Mikey déchire son pantalon pendant la cour de récréation. - Dur d'être parfait : Un nouvel élève à la réputation d'être parfait, arrive à l'école.                                                 |                                                         |                             |
| 10 | Le porte bonheur/Dave sort du tunnel                    | 19 novembre 1999            |
| - Le porte bonheur :Vince prête son porte-bonheur à Spinelli. - Dave sort du tunnel : Dave décide de quitter le groupe des taupes et de mener une carrière solo.                                                              |                                                         |                             |
| 11 | Star 3000/Gus déménage                                  | 21 novembre 1999            |
| - 'Star 3000' : Un nouvel ordinateur sème le chaos au sein de l'école. - 'Gus déménage' Gus croit qu'il va devoir déménager.                                                                                                  |                                                         |                             |
| 12 | Graine de prof/Les deux font la paire                   | 28 novembre 1999            |
| - Graine de prof : Un ancien élève de l'école revient en tant que professeur. - Les deux font la paire : Randall et Menlo unissent leurs forces.                                                                              |                                                         |                             |
| 13 | Campagne électorale/Cerveau à louer                     | 29 novembre 1999            |
| - Campagne électorale : Vince et Gretchen se présentent aux élections. - Cerveau à louer : Gretchen offre son aide pour des devoirs contre une rémunération.                                                                  |                                                         |                             |
| 14 | Le chef-d'œuvre de Spinelli/TJ le mal aimé              | 6 février 2000              |
| - Le chef-d'œuvre de Spinelli : Spinelli est prise par une fièvre artistique. - TJ le mal aimé : Gordie est le seul enfant de l'école à détester TJ.                                                                          |                                                         |                             |
| 15 | La fête foraine/Les branchés de l'audiovisuel           | 13 février 2000             |
| - La fête foraine : Le père de Gus oublie de signer sa permission de sortie. - Les branchés de l'audiovisuel : Vince et TJ s'affrontent pour devenir technicien audiovisuel.                                                  |                                                         |                             |
| 16 | Yope le Norvégien/Bonkie Mania                          | 20 février 2000             |
| - Yope le Norvégien : Un nouvel élève croit que Gus est la coqueluche de l'école. - Bonkie Mania : Mikey est terrorisé à l'approche de ses dix ans.                                                                           |                                                         |                             |
| 17 | Spinelli a réponse à tout/La vie secrète de Miss Grotke | 21 février 2000             |
| - Spinelli a réponse à tout : Spinelli remplace le gourou de la cour de récréation. - La vie secrète de Miss Grotke : Le groupe se demande si Miss Grotke pourrait être une espionne.                                         |                                                         |                             |
| 18 | Finster se fait chouchouter/Mikey prend sa revanche     | 27 février 2000             |
| - Finster se fait chouchouter : Finster se retrouve avec une jambe cassée. - Mikey prend sa revanche : Mikey devient goal pour l'équipe de Lawson.                                                                            |                                                         |                             |
| 19 | Fort Tender/Sauvez les microbes                         | 29 février 2000             |
| - Fort Tender : Le groupe construit un fort. - Sauvez les microbes : Gus et Mikey sont en froid par rapport aux microbes. |                                                         |                             |
| 20 | Ma meilleure amie/Prince Randall                        | 1er mars 2000               |
| - Ma meilleure amie : Spinelli croit que ses parents apprécient davantage Gretchen. - Prince Randall : Randall fait du chantage au roi Bob pour être nommé prince.                                                            |                                                         |                             |
| 21 | Moi pas savoir/Sacré TJ                                 | 30 avril 2000               |
| - Moi pas savoir : Vince est le seul élève à ne pas avoir vu un film. - Sacré TJ : Gretchen et TJ participent à un projet ensemble.                                                                                           |                                                         |                             |
| 22 | Vince le cordon bleu/L'agenda de Mikey                  | 7 mai 2000                  |
| - Vince le cordon bleu : Vince devient le nouveau chef cuisinier de l'école. - L'agenda de Mikey : Menlo apprend l'organisation à Mikey.                                                                                      |                                                         |                             |
| 23 | La maison de retraite/TJ et Menlo amis pour la vie      | 17 juillet 2000             |
| - La maison de retraite : Le groupe passe l'après-midi dans une maison de retraite. - TJ et Menlo amis pour la vie : TJ apprend aux autres qu'il connaît Menlo depuis des années.                                             |                                                         |                             |

### Cinquième saison (2001-2002)
| No. de série | Titre français                                          | Date originale de diffusion |
| --- | ------------------------------------------------------- | --------------------------- |
| 1 | Vague de chaleur/Le cadeau des Ashley                   | 9 septembre 2000            |
| - Vague de chaleur : Une vague de chaleur sévit à l'école. - Le cadeau des Ashley : Les Ashley proposent au groupe d'assister à un match de catch                          |                                                         |                             |
| 2 | Un scout au dessus de tout soupçon/ La richesse du cœur | 16 septembre 2000           |
| - Un scout au dessus de tout soupçon : Gus et Mikey veulent rejoindre l'équipe des scouts. - La richesse du cœur : Le groupe trouve un billet et cherche son propriétaire. |                                                         |                             |
| 3 | Touché coulé/Le cauchemar de Mikey                      | 23 septembre 2000           |
| - Touché coulé : Gus et Gauffrette deviennent amis alors que leurs pères se détestent. - Le cauchemar de Mikey : Mikey est atteint de la peur du gigantisme.               |                                                         |                             |
| 4 | Le toutou du principal/L'erreur de Menlo                | 4 novembre 2000             |
| - Le toutou du principal : Vince assiste Prickly dans un tournoi de golf. - L'erreur de Menlo : Une erreur administrative de Menlo supprime toutes les balles de la cour.  |                                                         |                             |
| 5 | La rançon de la gloire                                  | 6 janvier 2001              |
| - La rançon de la gloire : Lawson est tellement jaloux de la bande de TJ qu'il décide de créer sa propre équipe.                                                           |                                                         |                             |

### Sixième saison (2002-2003)
| No. de série | Titre français                             | Date originale de diffusion |
| --- | ------------------------------------------ | --------------------------- |
| 1 | Histoires Terrifiantes de la Cour de Récré | 31 octobre 2001             |
| - Histoires Terrifiantes de la Cour de Récré : Butch raconte trois histoires dans lesquelles Halloween est mis en avant. |                                            |                             |
| 2 | Esther le bulldozer/La ligue des Randall   | 4 novembre 2001             |
| - Esther le bulldozer : Mikey devient ami avec Esther le Bulldozer, mais leurs groupes respectifs n'approuvent pas la relation. - La ligue des Randall : Randall forme une ligue de rapporteurs, avec les Tyler, les frères des Ashley. |                                            |                             |
| 3 | TJ abandonne la partie/Maudit Mundy        | 5 novembre 2001             |
| - TJ abandonne la partie : TJ perd confiance en lui après qu'un de ses plans n'a pas marché. - Maudit Mundy : La réputation de Mundy est ternie quand il protège une maternelle.                                                        |                                            |                             |

## Médias

### DVD et VHS
- La Cour de récré : Vive les vacances ! (2001)
- La Cour de récré : Les Vacances de Noël (2001)
- La Cour de récré : Les petits contre-attaquent (2003)
- La Cour de récré : Rentrée en classe supérieure (2003)